# Segelfluggelände Oeventrop-Ruhrwiesen

i7
i11
i13

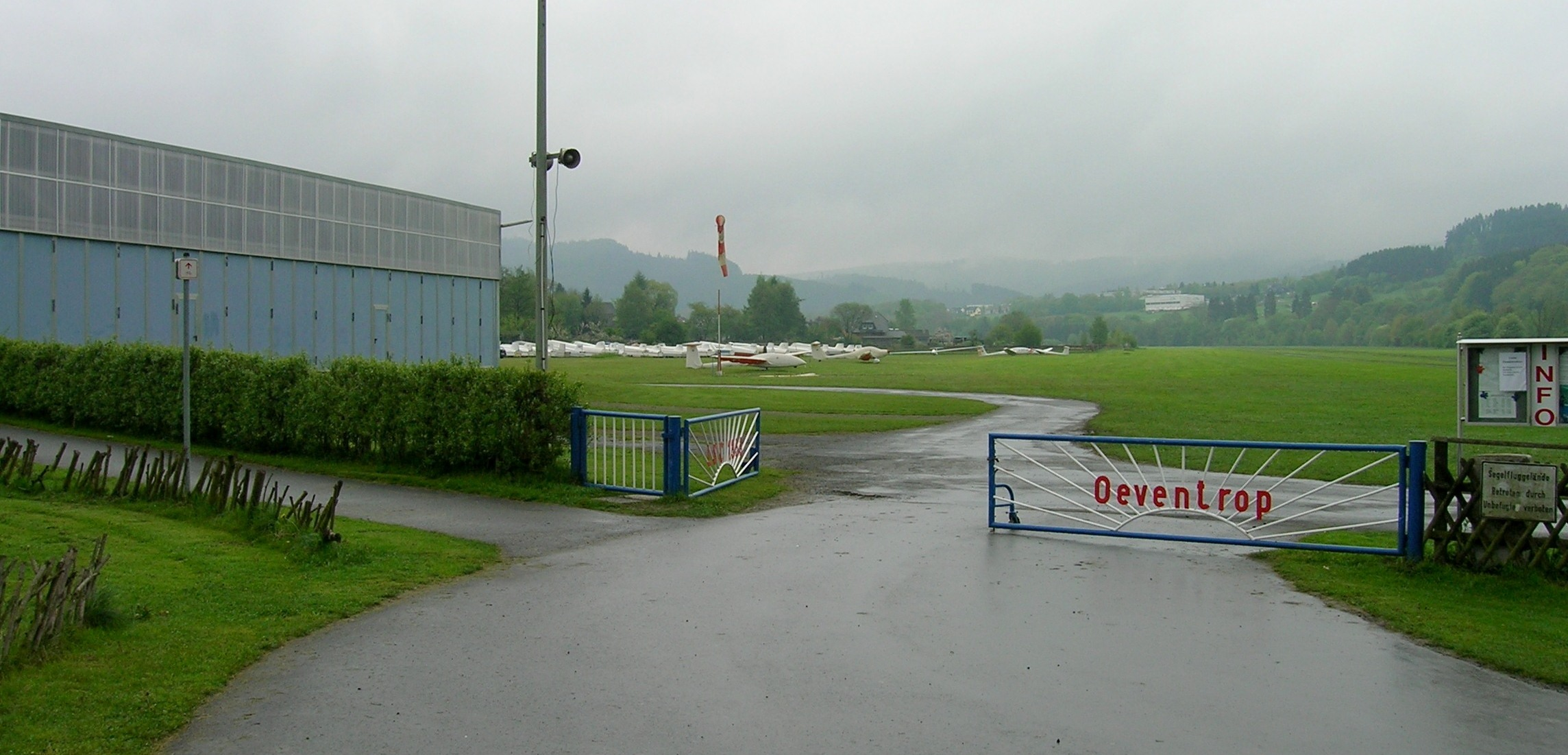
Hangar und Vorfeld des Segelfluggeländes

Das Segelfluggelände Oeventrop-Ruhrwiesen liegt im Regierungsbezirk Arnsberg im Nordrhein-Westfälischen Hochsauerland.

## Lage
Der Platz liegt zwischen dem Ortszentrum von Oeventrop und dem Ortsteil Glösingen. Direkt südlich der Piste fließt die Ruhr, sodass bei Hochwasser gelegentlich Teile des Flugplatzes überflutet werden. Der RuhrtalRadweg verläuft nördlich der Landebahn und zwischen den Flugplatzgebäuden hindurch.

## Gelände

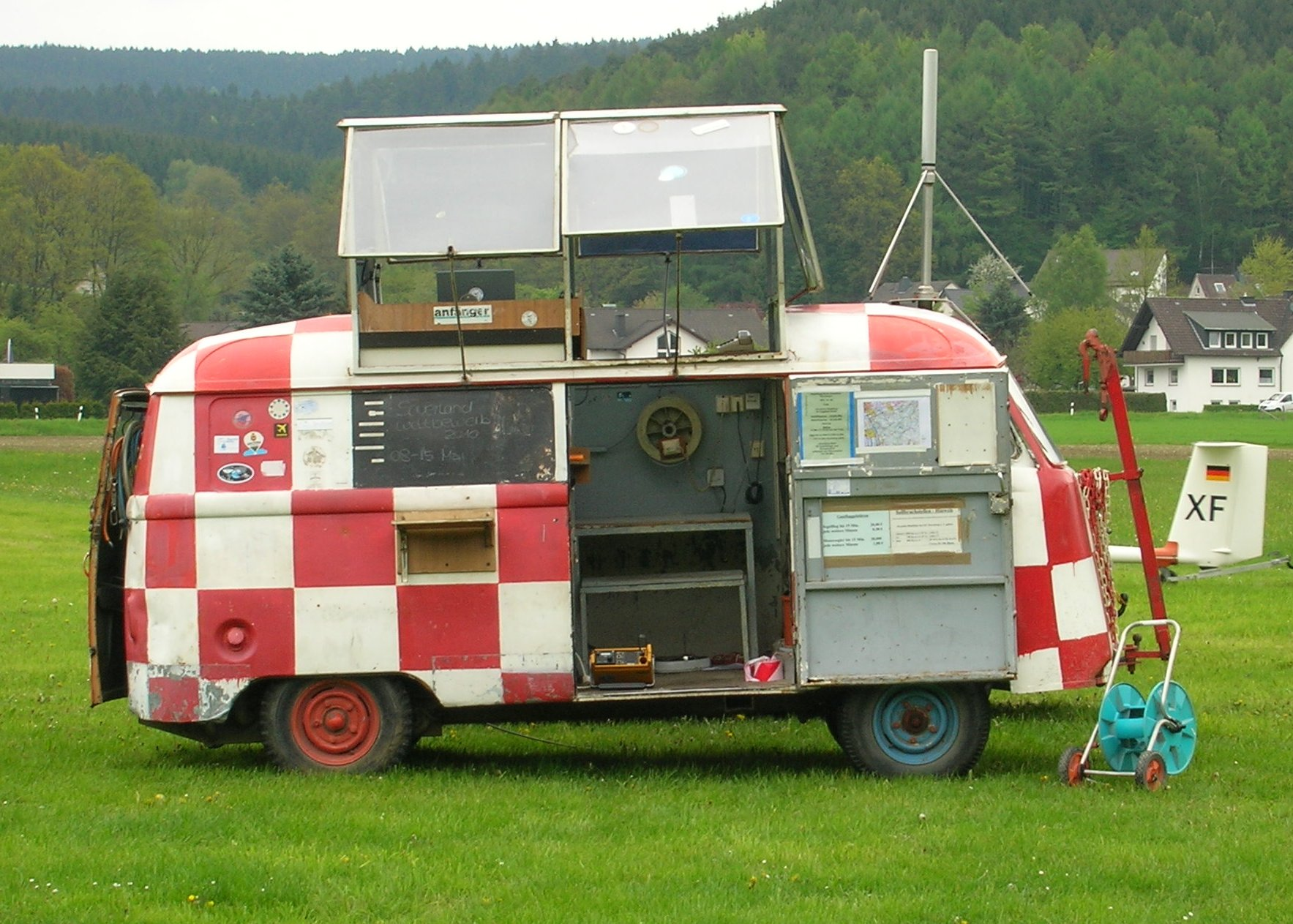
Startwagen, mobile Meldestelle

Das gesamte Segelfluggelände hat eine Länge von etwa 1000 m. Es ist mit folgenden Start- und Landebahnen aus Gras ausgestattet:
| Bezeichnung | Abmessungen (m) | Zweck                                                  |
| ----------- | --------------- | ------------------------------------------------------ |
| 12/30       | 600 × 30        | Start- und Landebahn („Nord“) für Motor- und Segelflug |
| 12/30       | 600 × 30        | Start- und Landebahn („Süd“) für Motorflug             |
| 12/30       | 500 × 30        | Landebahn („West“) für Motor- und Segelflug            |
| 29          | 500 × 30        | Landebahn („Ost“) für Segelflug                        |

Für Windenstarts von Segelflugzeugen kann die gesamte Länge des Platzes genutzt werden; für den Lepo stehen zwischen den Graspisten zwei asphaltierte Fahrwege zur Verfügung. 
Das Segelfluggelände ist zugelassen für:
- Segelflugzeuge im Winden- und Flugzeugschlepp;
- Motorsegler;
- Motorflugzeuge bis zu einem höchstzulässigen Abfluggewicht (MTOW) von 2000 kg, soweit diese bestimmungsgemäß zum Schleppen von Segelflugzeugen oder Motorseglern Verwendung finden;
- Luftsportgeräte;
- Hängegleiter im Windenschlepp;
- bemannte Freiballone;
- Segelflugmodelle und Flugmodelle mit Elektroantrieb bis zu einer Masse von 5 kg.

Das Segelfluggelände dient der Nutzung durch Vereinsmitglieder des Luftsportclubs Oeventrop e. V. Andere Flüge bedürfen der vorherigen Zustimmung des Platzhalters (PPR).
Die Platzrunde für Segelflugzeuge verläuft nördlich des Platzes, für motorgetriebene Luftfahrzeuge existiert eine separate Südplatzrunde.

### Gebäude
Der Gebäudekomplex am westlichen Ende des Geländes umfasst die Vereinsgaststätte „Spatzennest“ mit Büro- und Schulungsräumen, einen Hangar zur Unterbringung der Flugzeuge sowie eine geräumige Werkstatt.
Anstelle eines feststehenden Towers wird ein mobiler Startwagen auf Basis eines alten VW-Bus verwendet.

## Geschichte

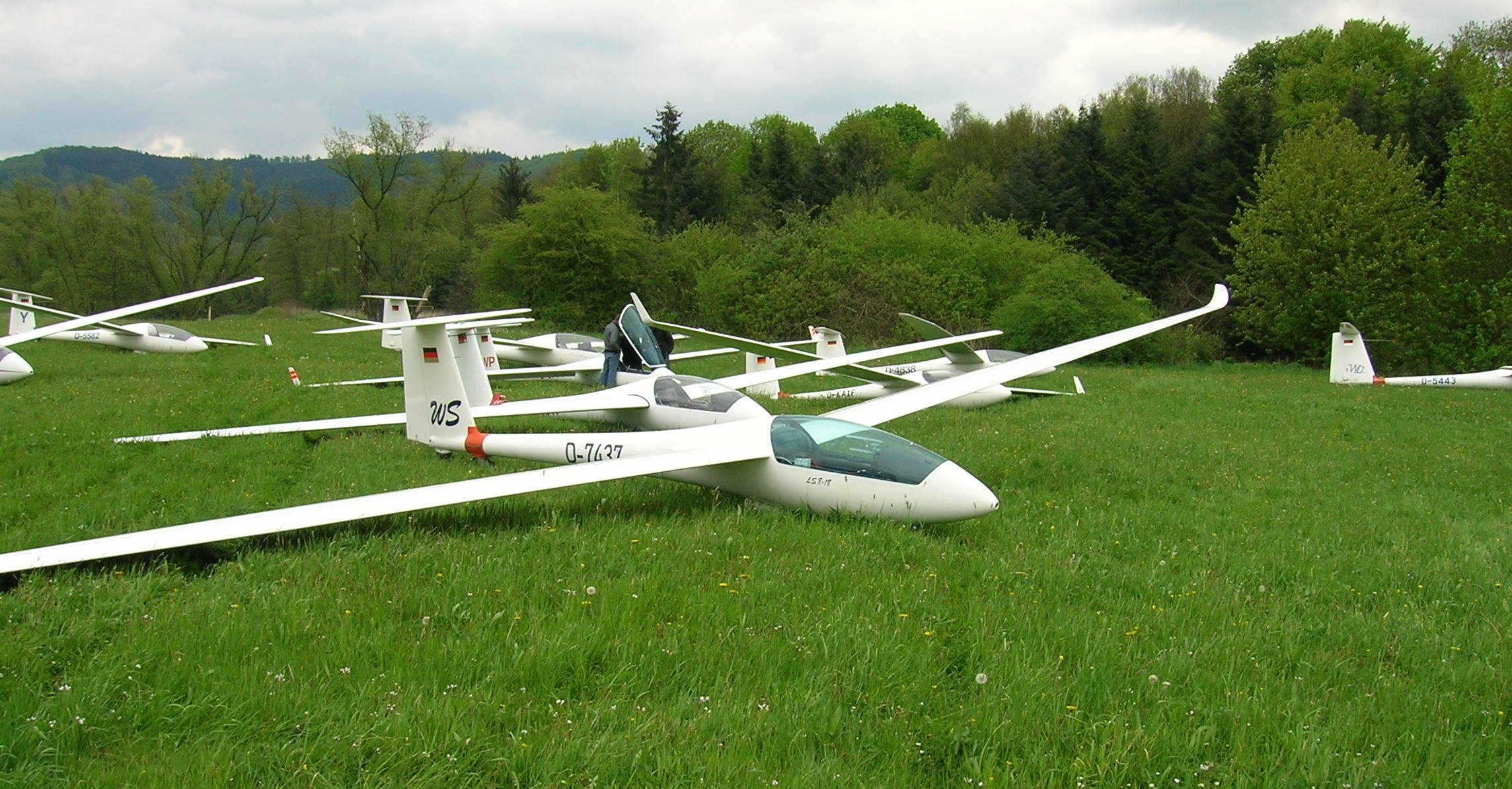
Segelflugzeuge beim Sauerlandwettbewerb 2010

Das heutige Segelfluggelände wurde am 17. Juni 1956 eröffnet. Den ersten Start auf dem neuen Flugplatz machte Peter Kürten in einem Doppelsitzer vom Typ Ka 2 b. Ein Jahr später konnten die Bauarbeiten am Vereinsheim „Spatzennest“ abgeschlossen werden, 1958 folgte eine Vergrößerung der damaligen Landebahn. 1959 fand das erste der inzwischen jährlich durchgeführten Flugplatzfeste statt. 1961 wurde der damals als Werkstatt konzipierte Anbau an das Vereinsheim abgeschlossen, am 18. Mai 1963 folgte die Einweihung der Flugzeughalle.
In den späten 1970er Jahren wurde der Flugplatz weiter ausgebaut, den gesetzlichen Bestimmungen angepasst und die Windenschleppstrecke asphaltiert. Die heutige Werkstatt wurde Anfang der 1980er Jahre errichtet, 1987 wurde die Erlaubnis für den Betrieb von Motorseglern, Starts von Freiballonen und Flugzeugschlepps beantragt.
1992 wurde das Gelände um etwa 100 m verlängert und eine zweite Schleppstrecke angelegt.
Am 22. August 2007 überflutete ein Hochwasser der Ruhr große Teile des Flugplatzes. Das Wasser stieg bis ins Vereinsheim und drohte auch die Flugzeughalle zu erreichen, richtete aber keinen größeren Schaden an.